# Старий закон (фільм)
«Старий закон» (нім. Das alte Gesetz) — німецький німий чорно-білий драматичний фільм 1923 року, поставлений режисером Евальдом Андре Дюпоном. У 2017 році фільм був відреставрований у цифровому форматі 2K DCP та озвучений музикою, написаною Філіппом Шоллером.

## Сюжет
Середина 1800-х. Барух Майєр, син ортодоксального рабина з бідного єврейського містечка в Галичині, вирішує стати актором. Проти батьківської волі він залишає штетл, де він виріс, і приєднується до подорожньої театральної трупи. Австрійська ерцгерцогиня Єлизавета Терезія, таємно закохана в молодого чоловіка, влаштовує його до трупи віденського Бургтеатру, де він піднімається до рівня знаменитої сценічної зірки…

## У ролях
| • Ернст Дойч       | … | Барух                          |
| • Генні Портен     | … | ерцгерцогиня Єлизавета Терезія |
| • Рут Вейєр        | … | подружка нареченої             |
| • Герман Валлентин | … | Генріх Лаубе                   |
| • Авром Моревський | … | рабі Майєр                     |
| • Грете Бергер     | … | його мати                      |
| • Роберт Гаррісон  | … | Рубен Пік                      |
| • Вернер Краус     | … | Натан, професор                |
| • Маргарет Шлегель | … | Естер, його донька             |
| • Якоб Тідтке      | … | директор акторів               |

## Знімальна група
- Автори сценарію — Генріх Лаубе, Пол Рено
- Режисер-постановник — Евальд Андре Дюпон
- Оператор — Теодор Спаркюл
- Композитор — Філіпп Шоллер (відреставрована версія 2017)
- Художники-постановники — Альфред Юнге, Курт Кале
- Художник з костюмів — Алі Г'юберт